# R–7 Szemjorka
Az R–7 Szemjorka (Oroszul Р-7 „Семёрка”, azaz „Hetes”) a legelső szovjet interkontinentális ballisztikus rakéta volt. Tervezője Szergej Koroljov. Körülményes kiszolgálása miatt (felkészítése az indításra mintegy 20 órát vett igénybe) nagyon rövid ideig állt rendszerben, de továbbfejlesztésével hozták létre a szovjet űrrakéta-típusok többségét, többek között a világ első műholdját, a Szputnyik–1-et pályára állító Szputnyik hordozórakétát; az első űrhajót, a Vosztok–1-et pályára állító Vosztok, a Voszhod, a Molnyija és a Szojuz hordozórakétákat, utóbbi továbbfejlesztett változatai napjainkban is üzemelnek, megbízhatóságuk legendás.
A rakéta alapvető felépítése különbözik a többfokozatú rakéták többségétől: a két rakétafokozat nem egymás mögött van, hanem a rakéta második fokozatát fogja közre az első fokozatként szolgáló négy gyorsítórakéta. Így a rakéta rövid és stabil, szerelése egyszerűbb, nem szükséges hozzá magas szerelőcsarnok. Mivel a két fokozat hajtóművei gyakorlatilag megegyeznek, kifejlesztésük lényegesen kisebb technikai kockázattal járt, mintha két külön konstrukcióról lenne szó.